# 丁翰澈
丁 翰澈（チョン・ハンチョル、朝鮮語: 정한철、1996年6月20日 - ）は、大韓民国出身のプロサッカー選手。ポジションは、ディフェンダー（DF）。

## 来歴
光州北星中学校、河南FCを経て、成均館大学校へ進学。
大学3年次に休学し、2018年より日本のFC町田ゼルビアへ加入した。加入時の登録名は「チャン・ハンチョル」であったが、後日、「チョン・ハンチョル」へ変更が発表された。
2019年1月12日、Y.S.C.C.横浜へ1年間期限付き移籍することが発表された。
2020年よりFC今治に完全移籍。2021年12月3日、契約満了による退団が発表された。

## 所属クラブ
- 月谷初等学校（朝鮮語版）
- 光州北星中学校（朝鮮語版）
- 河南FC（ 河南高等学校（朝鮮語版））
- 成均館大学校
- 2018年 - 2019年  FC町田ゼルビア
  - 2019年  Y.S.C.C.横浜（期限付き移籍）
- 2020年 - 2021年  FC今治
- 2022年 - 2023年  スパンブリーFC

## 個人成績
| 国内大会個人成績 | 国内大会個人成績 | 国内大会個人成績 | 国内大会個人成績 | 国内大会個人成績 | 国内大会個人成績 | 国内大会個人成績 | 国内大会個人成績 | 国内大会個人成績 | 国内大会個人成績 | 国内大会個人成績 | 国内大会個人成績 |
| 年度             | クラブ           | 背番号           | リーグ           | リーグ戦         | リーグ戦         | リーグ杯         | リーグ杯         | オープン杯       | オープン杯       | 期間通算         | 期間通算         |
| 年度             | クラブ           | 背番号           | リーグ           | 出場             | 得点             | 出場             | 得点             | 出場             | 得点             | 出場             | 得点             |
| 日本             | 日本             | 日本             | 日本             | リーグ戦         | リーグ戦         | リーグ杯         | リーグ杯         | 天皇杯           | 天皇杯           | 期間通算         | 期間通算         |
| ---------------- | ---------------- | ---------------- | ---------------- | ---------------- | ---------------- | ---------------- | ---------------- | ---------------- | ---------------- | ---------------- | ---------------- |
| 2018             | 町田             | 4                | J2               | 0                | 0                | -                | -                | 0                | 0                | 0                | 0                |
| 2019             | YS横浜           | 2                | J3               | 18               | 1                | -                | -                | 0                | 0                | 18               | 1                |
| 2020             | 今治             | 2                | J3               | 31               | 2                | -                | -                | -                | -                | 31               | 2                |
| 2021             | 今治             | 2                | J3               | 14               | 2                | -                | -                | 1                | 0                | 15               | 2                |
| 通算             | 日本             | 日本             | J2               | 0                | 0                | -                | -                | 0                | 0                | 0                | 0                |
| 通算             | 日本             | 日本             | J3               | 63               | 5                | -                | -                | 1                | 0                | 64               | 5                |
| 総通算           | 総通算           | 総通算           | 総通算           | 63               | 5                | -                | -                | 1                | 0                | 64               | 5                |

- Jリーグ初出場 - 2019年3月10日 J3 第1節 ガイナーレ鳥取戦（ニッパツ）
- Jリーグ初得点 - 2019年4月28日 J3 第7節 FC東京U-23戦（ニッパツ）